# Andrés Pastrana

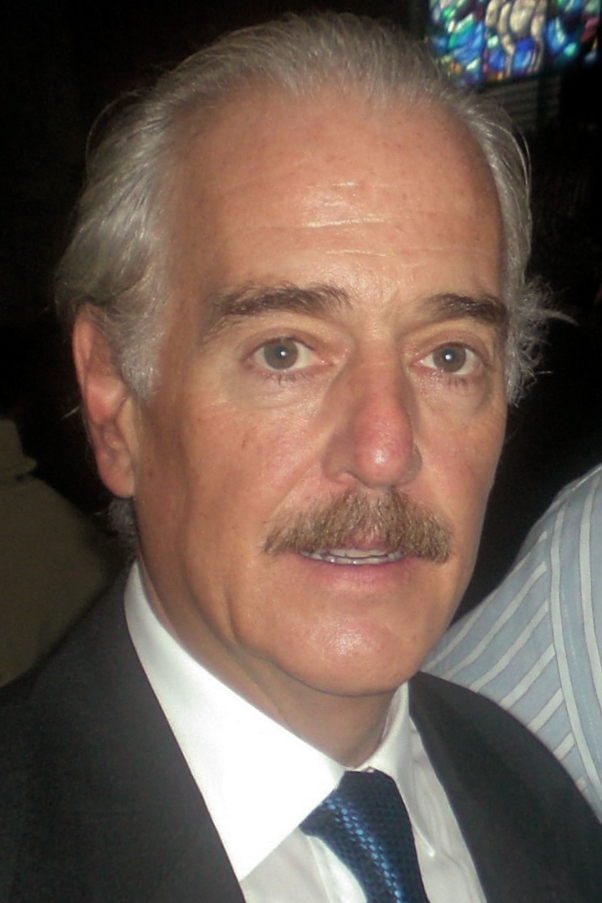
Andrés Pastrana (2009)

Andrés Pastrana Arango (* 17. August 1954 in Bogotá) ist ein kolumbianischer Politiker (PCC). Von 1998 bis 2002 war er Präsident Kolumbiens. Seit 2015 ist er Präsident der Christlich Demokratischen Internationale.

## Leben
Andrés Pastrana Arango wurde 1954 als Sohn des früheren Präsidenten Misael Pastrana Borrero, der zwischen 1970 und 1974 das Land regierte, geboren. Er studierte Jura an der Universität del Rosario in Bogotá und absolvierte ein Aufbaustudium im Fach Internationales Recht an der Harvard University in Boston, USA. Während der Amtszeit seines Vaters wurde er durch die kolumbianischen Medien als Hippie dargestellt.
Er gründete die Zeitschrift Guión (1978) und den Nachrichtensender Noticiero TV Hoy (1979), in dem er als Sprecher bekannt wurde. 1982 erhielt er einen Sitz im Stadtrat von Bogotá und begann damit seine Karriere als Politiker. Als Journalist verstand er sich im Schreiben von Artikeln über den Drogenhandel, wofür er Auszeichnungen erhielt.
Am 18. Januar 1988 wurde er in Antioquia durch das Medellín-Kartell entführt. Pablo Escobar versuchte dadurch, Druck auf die Regierung auszuüben, ihn nicht in die USA auszuliefern. Eine Woche später wurde Pastrana durch die Polizei befreit und wurde im März zum Bürgermeister Bogotás gewählt. Seine Amtszeit zeichnete sich durch die verbesserte Sicherheitslage in der Hauptstadt aus und endete 1990.
1994 stellte sich Pastrana als Präsidentschaftskandidat gegen Ernesto Samper mit seiner neu gegründeten Partei Nueva Fuerza Democrática auf. Diese Wahl verlor er mit nur zwei fehlenden Prozentpunkten, woraufhin er seinem Gegner vorwarf, die Kampagne mit Drogengeldern finanziert zu haben. In der darauf folgenden Wahl im Juni 1998 wurde er im zweiten Wahlgang mit 51 % der Stimmen gegen Horacio Serpa Uribe zum kolumbianischen Präsidenten gewählt.
Als Präsident machte er vor allem durch die von ihm initiierten Friedensgespräche mit den Guerillagruppen FARC und ELN auf sich aufmerksam, während deren er der Einrichtung einer „demilitarisierten Zone“ zustimmte, die als Rückzugsgebiet der FARC diente. Das Projekt scheiterte an mehreren Umständen, unter anderem auch an weiteren Anschlägen und Entführungen, die die FARC kurz nach Beginn der Friedensgespräche als Reaktion auf einen Übergriff der ELN auf die Zivilbevölkerung in einem von der FARC kontrollierten Gebiet durchführte. Inzwischen ist die „demilitarisierte Zone“ größtenteils wieder unter Kontrolle der staatlichen Armee.
Nach dem Abbruch der Friedensverhandlungen begann Pastranas Regierung mit der Umsetzung des umstrittenen Plan Colombia.
Nach der folgenden Amtsübernahme durch Álvaro Uribe Vélez im Jahr 2002 kamen massive Finanzlücken in Millionenhöhe zum Vorschein. Diese konnten aber nicht auf Pastrana zurückgeführt werden.
Am 1. August 2005 wurde Pastrana als kolumbianischer Botschafter in die USA entsandt, obwohl er in der Vergangenheit deutliche Meinungsverschiedenheiten mit der Regierung des damaligen Präsidenten Álvaro Uribe Vélez in Bezug auf die Wiedereingliederung der Paramilitärs hatte. Er ersetzte Luis Alberto Moreno auf diesem Posten. Anfang Juli 2006 trat er aus Protest gegen die geplante Berufung seines langjährigen politischen Gegners Ernesto Samper auf den Posten des kolumbianischen Botschafters in Paris von diesem Amt zurück.

### Verbindung mit Ghislaine Maxwell
Im Jahr 2007, vier Jahre nachdem er mit dem Flugzeug „Lolita Express“ flog, hat Pastrana Epsteins Frau, Ghislaine Maxwell, an die Karibikküste Kolumbiens eingeladen. Ghislaine besuchte Cartagena und El parque Tairona, das in der Nähe von Santamarta liegt und von den Ureinwohnern Kogis, Arhuacos, Wiwas und Kankuamos bewohnt ist. Pastrana hat sich darüber weder geäußert, noch ist er von der Generalstaatsanwaltschaft verklagt worden. Dass Maxwell Cartagena besucht hat, wird heutzutage von der Bevölkerung stark kritisiert, weil Kindersextourimus in dieser Stadt ein großes Problem ist.